# Escatico

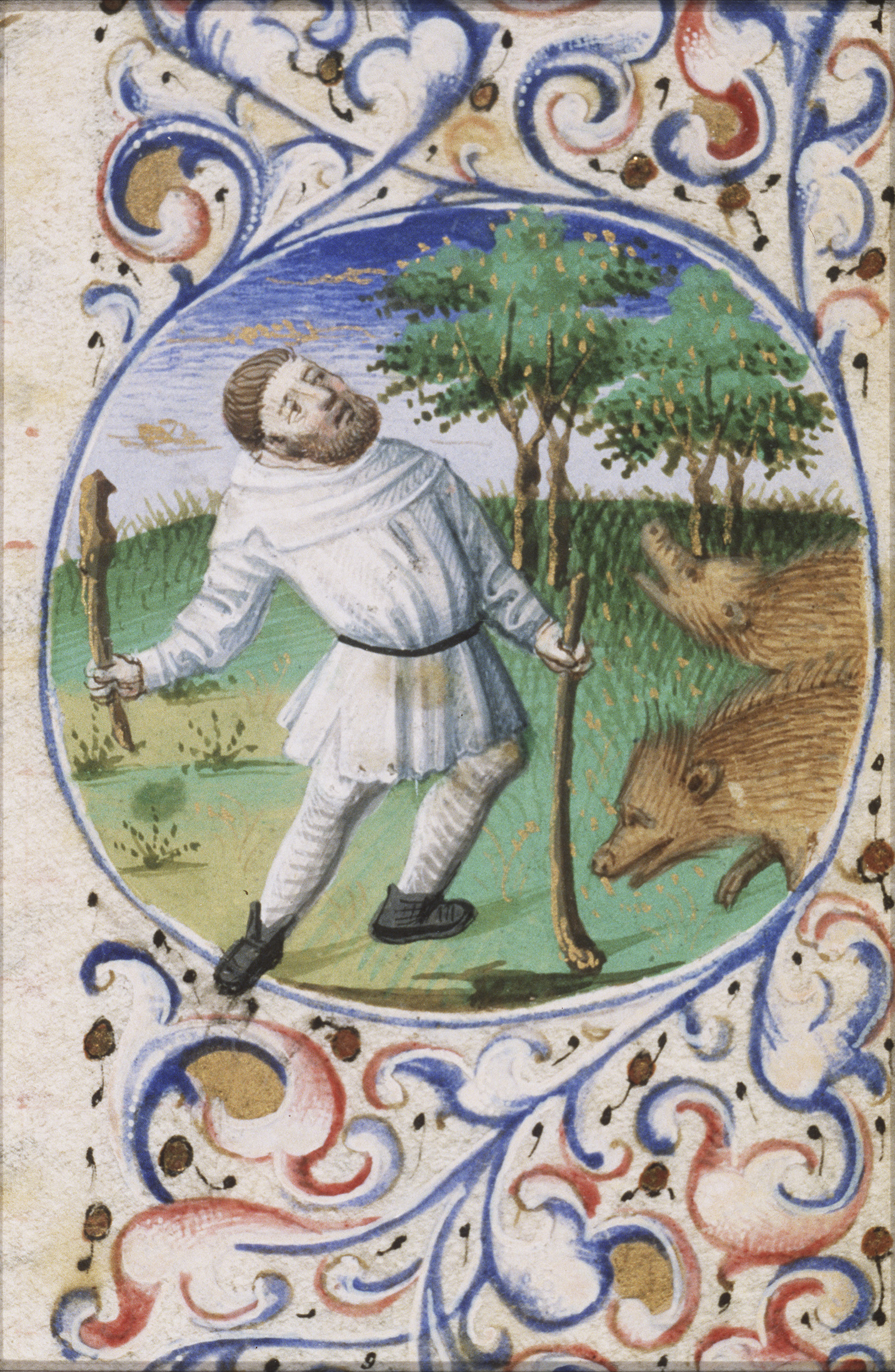
Miniatura medievale raffigurante un contadino che porta al pascolo i maiali in un querceto

L'escatico, noto anche come ghiandatico o glandatico, è un termine del diritto feudale che designava il raccolto di faggiole e soprattutto ghiande prodotte dal bosco utilizzate per l'ingrasso dei suini, ma anche il pascolo dei maiali nel bosco, il luogo stesso del pascolo e i relativi diritti d'uso.

## Descrizione
Nel medioevo l'escatico era molto ambito e conteso fra i contadini. Contrariamente a quanto avveniva per gli altri diritti d'uso del bosco signorile - come il legnatico e l'erbatico - il signore fondiario concedeva l'escatico ai contadini separatamente e in cambio di un indennizzo, specialmente in denaro, avena o avena da foraggio, e a volte solo in anni di abbondanza. Erano ammessi unicamente i maiali del villaggio, nella misura corrispondente alle dimensioni della fattoria o corte da cui provenivano: quelli esterni potevano accedervi solo dietro pagamento di una tassa speciale.